# Rus-M
Ruś-M, Rus-M (Русь-М) – anulowany program budowy rodziny rosyjskich rakiet nośnych. 

## Historia i założenia programu
W związku z projektem nowego załogowo-transportowego statku kosmicznego PPTS i potrzebą budowy rakiety nośnej umożliwiającej wyniesienie go na niską orbitę wokółziemską, Rosyjska Federalna Agencja Kosmiczna ogłosiła na początku 2009 r. przetarg na realizację tego projektu. Wybrano konsorcjum pod przewodnictwem CSKB-Progress (ЦСКБ-Прогресс), którego zadaniem było przygotowanie projektu, a następnie budowa nowej rodziny rakiet nośnych.
Głównym celem rakiet Ruś-M miało być przede wszystkim wynoszenie przyszłych załogowych statków kosmicznych. Podstawowym kryterium jakie postawiono przed nową konstrukcją była jej niezawodność. Zakładano, że powinna ona kontynuować lot w przypadku awarii jednego z silników, aby wynieść statek załogowy na orbitę i umożliwić jego zejście w miejsce awaryjnego lądowania w Oceanie Spokojnym na północ od przyszłego kosmodromu Wostocznyj – miejsca operowania tej rakiety.
Przyjęto, że elementy rakiety będą transportowane między zakładami produkcyjnymi a kosmodromem Wostocznyj drogą kolejową, co narzuciło wymogi co do rozmiarów konstrukcji. Średnica gotowego bloku nie powinna była przekraczać 3,8 m. To ograniczenie oraz wymogi bezpieczeństwa narzuciły z kolei sposób konstrukcji przyszłej rakiety, postawiono na jej modułowość. Pierwszy stopień miał składać się z 3-5 takich samych bloków zawierających zbiorniki na paliwo i utleniacz oraz silnik.
Przyjęta koncepcja modułowej konstrukcji rakiety pozwoliła na opracowanie rakiety składającej się z 5 bloków umożliwiającej wynoszenie ładunków o masie do 50 t. Kolejnym ważnym zagadnieniem była ochrona środowiska, dlatego też paliwem przewidzianym do napędu pierwszego stopnia była nafta, zaś ciekły wodór przewidziano jako paliwo do napędu drugiego stopnia rakiety.
Według wstępnych założeń do przygotowywanej koncepcji projektu, który miał być zaprezentowany Rosyjskiej Federalnej Agencji Kosmicznej na przełomie sierpnia i września 2010 r., rodzina rakiet Ruś-M miała składać się z następujących rakiet:
- Ruś-MS – prawdopodobnie nie miała być rozwijana, lecz zastąpiona przez rakietę Sojuz 2,
- Ruś-MP – podstawowa wersja do wynoszenia na niską orbitę przyszłych statków załogowych lub ładunków o masie do 23,8 t,
- Ruś-MT-35 – masa ładunku do 35 ton,
- Ruś-MT-50 – maksymalny udźwig do 55 ton,
- Ruś-MST – maksymalny udźwig do 100 ton.

Program został anulowany w 2011 r.

## Dane techniczne wersji podstawowej (Ruś-MP)
- Liczba członów: 2
- Silniki: człon 1 – 3 x RD-180, człon 2 – 4 x RD-0146
- Masa startowa: 673 t
- Całkowita długość: 61,1 m
- Maksymalna średnica: 11,6 m
- Średnica pojedynczego modułu silnikowego: 3,8 m
- Udźwig na LEO: 23,8 t
- Udźwig na orbitę geostacjonarną: 4 t

Silnik rakietowy RD-180 stanowi mniejszą wersję silnika RD-170 stosowanego w dużych rosyjskich rakietach nośnych, takich jak Energia czy Zenit (wersja RD-171). Silnik w wersji RD-180 jest obecnie używany w amerykańskich rakietach Atlas V. Jest to dwukomorowy silnik na paliwo ciekłe.